# Bonnie és Clyde (bűnözők)
Bonnie Elizabeth Parker (Rowena, Texas, 1910. október 1. – Bienville megye, Louisiana, 1934. május 23.) és Clyde Chestnut Barrow (Ellis megye, Texas, 1909. március 24. – Bienville megye, Louisiana, 1934. május 23.) egy amerikai bűnözőpár az 1930-as években az Egyesült Államokban, akik az USA egész területét beutazták, és egy időben rettegésben tartották szinte az egész Egyesült Államokat. Több bankot kiraboltak, valamint több gyilkosság is fűződik a nevükhöz, ezekre legtöbbször rendőri rajtaütések folyamán került sor, ha a szerelmes-bűnbanda tagjait sarokba szorították, vagy tűzpárbajba keveredtek. Kettőjük mellett a Barrow-banda tagja volt Clyde bátyja, Buck, annak felesége, Blanche, valamint Raymond Hamilton, WD Jones, Ralph Fults és Henry Methvin is. Vélekedések szerint a banda legalább kilenc rendőr életét oltotta ki, kiraboltak számos üzletet és benzinkutat is. A korabeli viszonyok között, a nagy gazdasági világválság idején az emberek jelentős része a cselekedeteikre hőstettekként tekintett, azokat és az elkövetők alakjait is romantizálták. Számos későbbi történet, legenda, film és zene ihletői is lettek.
Érdekesség, hogy bár a sajtóban is többször jelent meg róluk, főleg Bonnie-ról fénykép, legtöbbször felfegyverkezve, a bandatagok egyike, WD Jones egy későbbi vallomásában azt mondta, a nőt sohasem látta lőni a való életben. Bonnie-ról a legismertebb, nyilvánosságra került fotó az egyik búvóhelyükön készült, fegyverrel a kezében és szivarral a szájában, annak ellenére, hogy nem is szivarozott.
1934. május 23-án végzett Louisiana és Texas állam közös rendőri különítménye a világ egyik leghíresebb bűnözőpárosával, miután Sailes városának közelében rajtaütöttek lopott autójukon. A szerelmespár nevéhez „működésük” két éve alatt számos bankrablás, emberrablás, és több gyilkosság is fűződött, ennek ellenére a populáris kultúra később mégis romantikus hősöket kreált belőlük.

## Bonnie Parker
Bonnie Elizabeth Parker 1910. október elsején született egy texasi család második gyermekeként. Édesapját, Charles Robert Parkert (1884 - 1914) négyéves korában veszítette el. Édesanyja,  Emma (Krause) Parker (1885-1944) ezután nyugat Dallasba költöztette a családot, ahol varrónőként kezdett el dolgozni. Hiába voltak szegények, Bonnie okos volt, szép és igen erős. Az iskolában hamarosan észrevették, hogy igen tehetséges versíró.
Mindössze tizenhat éves volt, amikor hozzáment Roy Thortonhoz, egy környékbeli férfihoz, akivel a középiskola második évfolyamában találkozott először. Az esküvőt 1926. szeptember 25-én, hat nappal Bonnie 16. születésnapja előtt tartották.  A házaspár 1929-ben különköltözött, azonban soha nem váltak el hivatalosan. Bonnie még halála napján is viselte Thorton jegygyűrűjét. Válása után édesanyjával élt együtt és felszolgálóként dolgozott Dallasban. Érdekesség, hogy ennek a kávézónak rendszeres látogatója volt az a Ted Hinton, aki 1934-ben részt vett Bonnie és Clyde csapdába csalásában, majd megölésében. Fennmaradt naplójában erről a korról úgy ír, hogy unatkozott, nem szerette Dallast, és rajongott a filmekért. 1930-ban egy baráti összejövetelen találkozott Clyde Barrow-val.

## Clyde Barrow
Clyde Chestnut Barrow szintén szegény családban látta meg a napvilágot 1909. március 24-én, egy hétgyermekes család ötödik gyermekeként. Édesapja Henry Basil Barrow (1874-1957), édesanyja Cumie Talitha Walker (1874-1942). A család vándorolt, mivel elszegényedtek, el kellett hagyniuk az akkor inkább nyomornegyedre hasonlító Nyugat-Dallast. Az is megesett, hogy a kocsijukban aludtak, mikor apja összeszedett elég pénzt, egy sátrat vettek.
A fiatalt először 1926-ban tartóztatták le, amikor elfelejtett visszavinni egy kölcsönzött autót. Másodjára testvérével, Buckkal együtt kapták el, pulykalopásért. Később raboltak ki széfeket, boltokat és loptak autókat.
1930-ban került először börtönbe, nem sokkal azután, hogy először találkozott Bonnie Parkerrel. Ott egy vascsővel szétverte a rabtársa fejét, aki többször is szexuálisan bántalmazta. Ez volt Clyde Barrow első gyilkossága, de egy életfogytiglant kapó rabtársa nyakába varrták az esetet. Egy másik alkalommal, hogy elérje szabadon bocsátását, egy baltával levágta két lábujját. Ennek köszönhetően élete végéig sántított. Hat hónappal az eset után anyja sikeresen kérvényezte a szabadlábra helyezését. 1932 februárjában szabadult, és ahogy nővére, Marie mondta: „Valami biztos történt vele odabenn, valami szörnyű, mert már nem volt ugyanaz az ember.” Személyiségének változásáról későbbi bandatagja, Ralph Fults is beszámolt.
Szabadulása után kisebb bankokat, élelmiszerboltokat rabolt ki, ezeknek száma meghaladta a tízet, legalábbis ennyit tulajdonítottak a Barrow testvéreknek. John Neal Phillips szerint Barrows – akinek kedvenc fegyvere egy Browning Automatic Rifle – célja a bosszúállás volt, a texasi ítéletvégrehajtó intézetben őt ért sérelmekért.

## Az első találkozás
Számos korabeli, vagy későbbi beszámoló írta le, hogy Bonnie Parker és Clyde Barrow 1930. január 5-én egy baráti összejövetelen találkoztak először.
A legendárium szerint ezután már sohasem váltak el – kivéve persze azt az időszakot mikor Clyde börtönbüntetését töltötte –, hiszen a lány egyből szerelmes lett a férfiba. 1934 januárjában a Texas állambeli Easthami Állami Börtönfarmból öt foglyot szabadítottak ki. A megszöktetett elítéltek egyike, Henry Methvin volt.

### Haláluk
Az FBI 1934 februárjában, Frank Hamer személyében már külön megbízottat rendelt az ügyhöz, ő pedig három hónap alatt kézre is kerítette a bűnözőpárost. Hamer emberei kiderítették, hogy Bonnie és Clyde texasi rablásai után rendre az időközben a barátjukká vált Henry Methvin édesanyjánál rejtőzik el, megtudták azt is, hogy akcióikat egy lopott New Orleans-i Ford V-8 coupe autóval hajtják végre, és arra is rájöttek, hogy a törvényen kívüli szerelmespár milyen időközönként utazik Louisianába.
1934. május 23-án elrejtőzött rendőrök várták a bandát Gibsland határában. Nem kellett sokáig ücsörögniük, hamarosan feltűnt egy Ford Deluxe V-8 típusú kocsival a gengszterpáros. Clyde vezetett, Bonnie szendvicset eszegetett mellette. Mit sem sejtve megálltak, hogy üdvözöljék Henry édesapját. Ez volt az utolsó pillanatuk együtt, élve. A rendőrök azonnal tüzet nyitottak, és szó szerint szitává lőtték a kocsit. Menekülésre esély sem volt. Clyde-ot azonnal eltalálta egy golyó, szinte leszakadt a feje, mire Bonnie sikítani kezdett. Őt közvetlen közelről Frank Hamer texasi rendőrfőnök lőtte agyon, pár pillanattal később. Így ért véget a kétéves szerelmes ámokfutás. Külön temették el őket két dallasi temetőben, messze egymástól. Rengeteg ember, mondhatni rajongó kísérte a fiatalokat, sőt volt olyan is, aki pénzt adományozott a két gengszter családjának.

## Hatásuk az utókorra

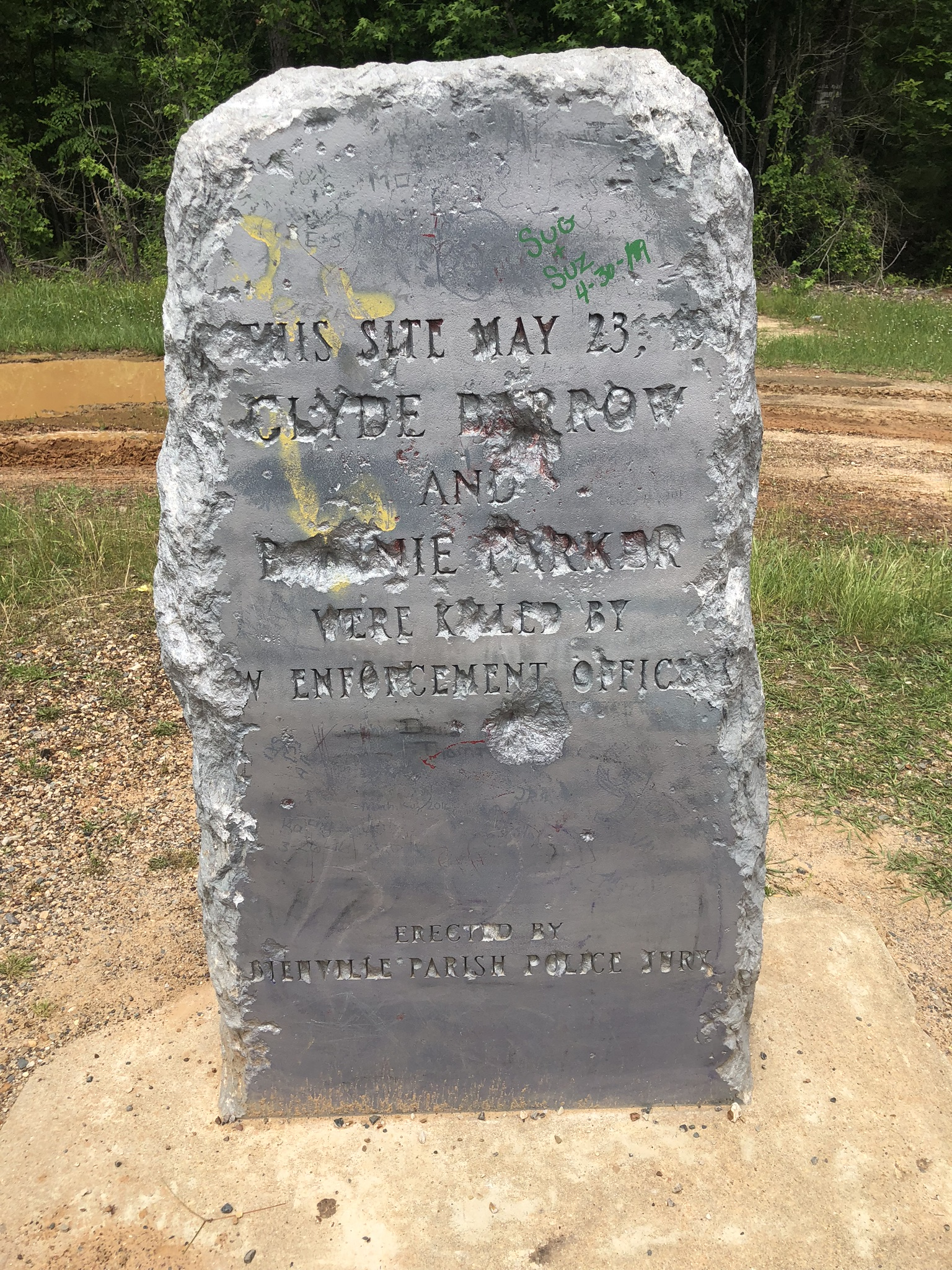
Emlékoszlop Gibsland határában, Bonnie & Clyde kelepcébe csalásának színhelyén

Bonnie és Clyde körül már működésük idején is hatalmas kultusz alakult ki, mondhatni, ünnepelt gyilkosok voltak. Haláluk hírére azonnal előkerültek a szuvenírvadászok, hogy ezt-azt összegyűjtsenek. Egy levágott ujjat Clyde kezéről, egy véres ruhát Bonnie testéről, egy hajtincset, egy darabkát a szétlyuggatott autóból. Kultuszuk haláluk után sem szűnt meg, megannyi könyv és film készült az életükről, amik valamiért sokkal rózsaszínűbbnek állították be a történetüket a valóságnál.
Egyes feltételezések szerint Bonnie egyszer sem fogott fegyvert a kezébe, és a róla készült fényképet is csak azért csinálták, hogy fenntartsák a kemény gengszter imázst.
Az általuk elkövetett gyilkosságok és egyéb gaztettek ellenére a bűnözőkből hamar Robin Hood-hoz hasonló mesehősöket kreáltak, akik a ’30-as évek Amerikájában komoly népszerűségre tettek szert, hiszen a rablások károsultjai többnyire a gyűlölt bankok voltak.
Bonnie és Clyde emellett komoly „reklámértékkel” is bírt, amit az bizonyít legékesebben, hogy Henry Ford, a világhírű autógyár tulajdonosa később azzal a levéllel hirdette gépjárműveit, melyben Barrow a Fordok sebességét és megbízhatóságát dicsérte. A szerelmespár „legendája” aztán 1967-ben még szélesebb nyilvánossághoz jutott el, miután Warren Beatty és Faye Dunaway főszereplésével történetük a filmvásznon is megjelent; Bonnie és Clyde címmel.
"„Amíg levegő lesz a tüdőmben, addig fogom ismételgetni Önnek, hogy micsoda nagyszerű autókat gyárt. Különösen akkor szerettem Fordot vezetni, amikor menekülnöm kellett. Tartós gyorsaságával és kifogástalan működésével felülmúlt minden kocsit, és bár az én ügyleteim szigorúan véve nem voltak törvényesek, akkor sem okozhat bajt, ha elmondom, hogy milyen nagyszerű autót készített a V–8-assal"
 (Részlet Clyde Barrow Henry Fordnak írt leveléből)